# Élections générales néo-brunswickoises de 1995
 (mars 2025).
Si vous disposez d'ouvrages ou d'articles de référence ou si vous connaissez des sites web de qualité traitant du thème abordé ici, merci de compléter l'article en donnant les références utiles à sa vérifiabilité et en les liant à la section « Notes et références ».
L'élection générale néo-brunswickoise de 1995 se déroule le 11 septembre 1995 afin d'élire les députés de la 53e législature à l'Assemblée législative de la province du Nouveau-Brunswick (Canada). Il s'agit de la 53e élection générale depuis la création de l'Assemblée législative en 1785. L'Association libérale du Nouveau-Brunswick, dirigée par le premier ministre Frank McKenna, est reporté au pouvoir pour un troisième mandat consécutif et forme un gouvernement majoritaire. Le Parti progressiste-conservateur forme l'opposition officielle.

## Contexte
Cette élection marque les débuts de Bernard Valcourt en politique provinciale ; il dirige le Parti progressiste-conservateur, qui se remet sur pied après quelques années dans le désert politique. Frank McKenna, de son côté, brigue un troisième mandat pour son gouvernement libéral, tandis que la Confederation of Regions lutte pour sa survie après d'importantes dissensions internes. Elizabeth Weir tente d'accroître la représentation du Nouveau Parti démocratique à l'Assemblée législative.
Valcourt est un homme politique populaire originaire d'Edmundston ; il a été député fédéral à la Chambre des communes du Canada de 1984 à 1993 et a été ministre au sein des cabinets de Brian Mulroney et Kim Campbell. Depuis près d'une décennie, les progressistes-conservateurs provinciaux étaient en ruines. Complètement exclus de l'Assemblée législative lors de l'élection de 1987, ils ne remportent que 3 sièges lors de l'élection de 1991 et forme le troisième parti en importance à l'Assemblée. Les déboires de la Confederation of Regions leur laisse beaucoup de place à droite cette fois-ci, et les sondages laissent entendre que la course sera serrée.
Toutefois, les libéraux remporte de nouveau la victoire. La popularité personnelle de McKenna, ainsi que la continuation de la division des votes entre les conservateurs et les restants de la CoR permettent aux libéraux de remporter une très grande majorité. Les conservateurs ne parviennent à prendre que 6 sièges. Dans 10 circonscriptions de plus, le total du vote progressiste-conservateur et du vote CoR dépasse celui des libéraux. La CoR est complètement exclue de l'Assemblée.
Lors de cette élection, il y a 55 circonscriptions électorales, une diminution par rapport aux 58 sièges disponibles dans les élections précédentes. C'est la première fois que la carte électorale est redessinée au Nouveau-Brunswick depuis 1974.

## Résultats
| Parti | Parti                      | Chef               | # de candidats | Sièges | Sièges      | Sièges | Sièges  | Voix    | Voix    | Voix     |
| ----- | -------------------------- | ------------------ | -------------- | ------ | ----------- | ------ | ------- | ------- | ------- | -------- |
| Parti | Parti                      | Chef               | # de candidats | 1991   | Dissolution | Élus   | % Diff. | #       | %       | % Diff.  |
|       | Libéral                    | Frank McKenna      | 55             | 46     | 43          | 48     | +4,3 %  | 201 150 | 51,63 % | +4,52 %  |
|       | Progressiste-conservateur  | Bernard Valcourt   | 55             | 3      | 6           | 6      | +100 %  | 120 247 | 30,87 % | +10,17 % |
|       | Nouveau Parti démocratique | Elizabeth Weir     | 55             | 1      | 1           | 1      | -       | 37 579  | 9,65 %  | -1,13 %  |
|       | Confederation of Regions   | Greg Hargrove      | 36             | 8      | 6           | -      | -100 %  | 27 684  | 7,11 %  | -14,09 % |
|       | Loi naturelle              | Christopher Collin | 17             | *      | -           | -      | -       | 1 267   | 0,33 %  | *        |
|       | Indépendant                | Indépendant        | 8              | -      | 2           | -      | -       | 1 635   | 0,42 %  | +0,21 %  |
| Total | Total                      | Total              | 226            | 58     | 58          | 55     | -5,45 % | 389 562 | 100 %   |          |

* N'a pas présenté de candidats lors de l'élection précédente.